# Хейт-Эшбери
Хейт-Эшбери (англ. Haight-Ashbury; варианты: Зе Хейт, англ. The Haight; Аппер Хейт, англ. Upper Haight) — район в городе Сан-Франциско, штат Калифорния, названный по пересечению улиц Хейт (англ. Haight) и Эшбери (англ. Ashbury).
Территория Хейт-Эшбери включает себя район вокруг улицы Хейт, ограниченный улицей Стэниан и парком Золотые ворота на западе, улицей Оук на севере, парком Буэна-Виста на востоке и улицей Фредерик и районом Коул Вэлли на юге.

## История
До проведения в 1883 году трамвайной линии, на месте будущего района располагались фермы и пустыри. После улучшения транспортной ситуации и постройки в 1887 бейсбольного стадиона, Хейт стал популярным местом отдыха жителей Сан-Франциско — сказывалась также близость к парку Золотые ворота. К началу 20 века Хейт-Эшбери сформировался как престижный район для представителей верхушки среднего класса. Хэйт-Эшбери стал одним из немногих районов Сан-Франциско, который не был разрушен землетрясением 1906 года, что позволило ему сохранить уникальный архитектурный стиль.
Район тяжело перенёс Великую депрессию, богатые жители начали массово переселяться в пригороды и новые районы города. К 50-м годам Хейт-Эшберри пришёл в упадок. Дешёвое и доступное жильё привлекло в район представителей контркультуры и вскоре Хейт превратился в один из центров движения хиппи и в 1967 году принял знаменитое «Лето любви».
После 1960-х район вновь переживал упадок из-за высокого уровня преступности, широкого распространения на его территории наркотиков и отсутствия достаточного контроля со стороны полиции. Постепенно ситуация улучшилась, в 1980-х Хейт прошёл через процесс джентрификации и стал одним из самых престижных и дорогих районов Сан-Франциско.